# Rujkovac
Rujkovac (en serbe cyrillique : Рујковац) est un village de Serbie situé dans la municipalité de Medveđa, district de Jablanica. Au recensement de 2011, il comptait 191 habitants.

## Démographie

### Évolution historique de la population
| 1948 | 1953 | 1961 | 1971 | 1981 | 1991 | 2002 | 2011 |
| ---- | ---- | ---- | ---- | ---- | ---- | ---- | ---- |
| 912  | 993  | 868  | 661  | 511  | 350  | 267  | 191  |

|  |